# حياض (الشحر)
'

تعديل مصدري - تعديل

حياض هي إحدى قرى عزلة الشحر بمديرية الشحر التابعة لمحافظة حضرموت، بلغ تعداد سكانها 195 نسمة حسب تعداد اليمن لعام 2004.